# Асен Чонков
Асен Чонков e български католически духовник, успенец.

## Биография
Асен Чонков е роден на 31 декември 1904 в Пловдив. Учи във френския колеж в родния си град от 1918 до 1925 г. През ноември 1925 г. е изпратен като послушник в Тентиние, Белгия. Учи философия в Сейнт Джерард (1926 – 1927), телология в Льовен (1927 – 1930) и завършва химия в университета в Лион 1930 – 1931), където е ръкоположен за свещеник на 21 март 1931 г.
След завръщането си в България е назначен за учител във френския колеж в Пловдив. Там работи до затваряне на колежа през 1949 г. Организира ученически групи за спорт: футбол, колоездене и планински туризъм в Родопите.
По това време енорист в Бърдарски геран е отец Фабиян Кнобен, холандец, пасионист, но през 1949 г. новата комунистическа власт изгонва всички свещеници и монахини чужденци. По тази причина Никополският епископ Евгений Босилков поканва свещеници от Софийско-Пловдивската епархия на южна България. В Бърдарски геран идват от Пловдив отците Асен Чонков и Самуил Джундрин – бъдещ Никополски епископ, преди това преподаватели в колежа.
Отец Асен Чонков е енорист в селото от 1949 до 1951 г. (енория „Свети Йосиф“), а отец Самуил обслужва немската църква. През 1950 г. свещениците са публично заплашвани в центъра на селото. Енорийският дом е взет от властта и превърнат в здравен център. Отец Самуил Джундрин е изгонен от селото и се завръща в Пловдив.
На 3 юли 1950 г., в разгара на насилственото прибиране на т. нар. „държавни доставки“ на зърнени храни от ТКЗС, в селото, избухва спонтанен бунт. Първи се вдигат жените, а после и всички жители на селото, които прогонват охраната и обсаждат общинския съвет, за да демонстрират своето нежелание да изпълнят доставките. Пристигналата от околийския център милиция смазва бунта и арестува около двадесетина души. Набързо проведеното следствие (милиционерско дознание) стоварва вината върху седем от тях, а останалите са призовани като свидетели. На първо място в списъка на обвиняемите е Асен Чонков.
На 5 август 1950 г. обвинителният акт от окръжна прокуратура във Враца сочи Асен Чонков като главен подбудител и ръководител на протеста. Врачанският окръжен съд му присъжда 15 години затвор. Отец Асен Чонков е задържан. С делото срещу отец Асен Чонков започва серия от съдебни процеси срещу католическия клир в България.
Умира на 23 септември 1976 г. в болницата в Пловдив от тромбофлебит. Отец Чонков е чичо на отец Асен Карагьозов, енорист в енорията „Успение Богородично“ в село Покрован.